# 1-ва армия (Германска империя)
Вижте пояснителната страница за други значения на 1-ва армия (Вермахт).
| Райхсхер | Райхсхер   | Райхсхер |
| -------- | ---------- | -------- |
| —        | 1-ва армия | 2-ра А   |

1-ва армия (на немски: Deutsches 1. Armee) е една от армиите на сухопътните войски на Райхсхера, сформирана през Първата световна война.

## Първа световна война
По време на войната армията участва в боевете на Западния фронт като част от план Шлифен, офанзивата срещу Франция и Белгия. Под командването на генерал Александер фон Клук нейната задачата е контрол на дясната част на германските сили в атаката срещу френската армия и обграждането на столицата Париж, с цел бързото приключване на войната за Франция. Вследствие тя се оказва най-мощната ударна сила в офанзивата с плътност на личния състав в атака от 18 000 души на миля (около десет души на метър).
По-късно тя е отговорна и за превземането на Брюксел и почти успешния пробив във Франция, но е спряна само на 13 мили извън френската столица, в рамките на битката при Марна. Година след това генералът е заменен, след като получил рана в крака.

### Командна част
- Генерал-полковник Александър фон Клук (2 август 1914 – 28 март 1915)
- Генерал от пехотата Макс фон Фабек (28 март 1915 – 17 септември 1915)

От 16 юли 1915 се организира нова 1-ва армия, а старата е окончателно разпусната на 17 септември.
- Генерал от пехотата Фриц фон Белов (16 юли 1915 – 12 октомври 1918)
- Генерал от пехотата Ото фон Белов (12 октомври 1918 – 8 ноември 1918)
- Генерал от пехотата Магнус фон Еберхарт (8 ноември 1918 – 2 декември 1918)